# Friedrich Wenz
Friedrich Ludwig Wenz (* 30. September 1875 in Königsbach; † 18. Mai 1954 in Pforzheim) war ein deutscher Verwaltungsbeamter.

## Leben
Friedrich Wenz, Sohn eines Kaufmanns, studierte Rechtswissenschaften unter anderem an der Eberhard Karls Universität Tübingen. 1896 wurde er Mitglied des Corps Borussia Tübingen. Nachdem er 1899 das erste und 1903 das zweite juristische Staatsexamen ablegt hatte, trat er im Juni 1903 in den Dienst der badischen Innenverwaltung ein. Im gleichen Jahr wurde er auch Mitglied der Nationalliberalen Partei. 1908 wurde er zum Amtmann beim Bezirksamt Heidelberg ernannt. Von 1914 bis November 1918 nahm er als Soldat am Ersten Weltkrieg teil. Während des Krieges wurde er am 28. Dezember 1917 zum Oberamtmann befördert. 1919 wurde er zum Amtsvorstand des Bezirksamts Triberg ernannt und trat der Deutschen Demokratischen Partei bei. Nach Auflösung des Bezirksamts Triberg wurde er 1924 Landrat in Villingen. Im selben Jahr wurde er Mitglied im Reichsbanner Schwarz-Rot-Gold. 1932 wechselte er als Landrat zum Bezirksamt Pforzheim und behielt dieses Amt auch nach dessen Umwandlung in den Landkreis Pforzheim 1939. Im selben Jahr trat er aus der Deutschen Demokratischen Partei und dem Reichsbanner aus. 1933 trat er der NSDAP bei. Anfang Juli 1945 wurde er von der französischen Militärregierung suspendiert. Im Oktober 1945 wurde sein förmlicher Übertritt in den Ruhestand von der amerikanischen Militärregierung abgelehnt. Ab 1946 erhielt er vorläufige Versorgungsbezüge. 1950 wurde er endgültig pensioniert.